# Дайрабай Нургожаулы
Дайрабай Нургожаулы (каз. Дайрабай Нұрғожаұлы; 1823 год, Омская область, Российская империя — 1893 год, Акмолинская область, Российская империя) — казахский кюйши, домбрист.

## Биографические сведения
Раскрытию музыкального дарования Дайрабая способствовали его отец Нургожа и мать Разия. Обучался в ауле у местного муллы, духовное образование получил в медресе Шакшак би в Петропавловске. Первым религиозным и музыкальным наставником Дайрабая был Корпеш-хазрет Бахрамулы (1799—1851), который научил его игре на жетыгене. На формирование творческих и эстетических взглядов большое влияние оказали встречи с видными акынами (Биржан-сал, Сегиз-сери, Нияз-сери и другие).

## Творчество
Мелодии кюев Дайрабая отличаются яркостью зрительных образов, звуковых ассоциаций. Среди сочинений особое место занимают кюи «Айымжан», «Көк қаршыға», «Құла жорға», «Ителгі», «Қара нар», «Кер бала», «Қайран ұстаз», «Кеттің, асыл Жиенбай», «Дайрабай», «Қожық», «Тілеубай шаһбаз».